# اونس (دهانه)
اونس یک دهانه برخوردی در ماه‌ است.